# Europastraße 30
Die Europastraße 30 (Abkürzung: E 30) ist eine Europastraße, die in West-Ost-Richtung durch Europa verläuft. Ihr östlicher Teil ist die wichtigste Straßenverbindung zwischen Westeuropa und Russland.

## Verlauf

### Überblick
| Als:                   | Abschnitt:                    | Strecke: |
| ---------------------- | ----------------------------- | -------- |
| Irland                 |                               |          |
| N25                    | Cork – Wexford                | 188 km   |
| Vereinigtes Königreich |                               |          |
| A40                    | Fishguard – Carmarthen        | 71 km    |
| A48                    | Carmarthen – Llanelli         | 25 km    |
| M4                     | Llanelli – Slough             | 288 km   |
| M25                    | Slough – Brentwood            | 82 km    |
| A12                    | Brentwood – Lowestoft         | 163 km   |
| Niederlande            |                               |          |
| N211                   | Hoek van Holland – Den Haag   | 19 km    |
| A4                     | Den Haag – De Venen           | 9 km     |
| A12                    | De Venen – Utrecht            | 55 km    |
| A27                    | Utrecht – Zeist               | 5 km     |
| A28                    | Zeist – Amersfoort            | 22 km    |
| A1                     | Amersfoort – De Lutte         | 118 km   |
| Deutschland            |                               |          |
| A30                    | Bad Bentheim – Bad Oeynhausen | 134 km   |
| A2                     | Bad Oeynhausen – Potsdam      | 297 km   |
| A10                    | Potsdam – Berlin              | 68 km    |
| A12                    | Berlin – Frankfurt (Oder)     | 58 km    |
| Polen                  |                               |          |
| A2                     | Świecko – Mińsk Mazowiecki    | 524 km   |
| D2                     | Mińsk Mazowiecki – Terespol   | 141 km   |
| Belarus                |                               |          |
| M1                     | Brest – Orscha                | 609 km   |
| Russland               |                               |          |
| M1                     | Smolensk – Odinzowo           | 438 km   |
|                        | Odinzowo – Ljuberzy           | 44 km    |
| M5                     | Ljuberzy – Tscheljabinsk      | 1779 km  |
| P254                   | Tscheljabinsk – Omsk          | 923 km   |

Die E 30 führt in Irland von Cork nach Rosslare Harbour, in Großbritannien weiter von Fishguard (Wales) über London nach Felixstowe. Auf dem europäischen Festland führt sie in den Niederlanden von Hoek van Holland als A1, A28, A27, A12, A4 und N211 nach Hengelo, in Deutschland von Bad Bentheim über die A 30, A 2, A 10 und A 12 nach Frankfurt (Oder), anschließend als A2, S2 und DK2 durch Polen sowie als M 1 durch Belarus. In Russland verläuft sie durch Moskau und folgt dann dem Verlauf der M 5 über Samara und Ufa, bis sie in Omsk endet.
In Russland macht die Möglichkeit zur Weiterfahrt auf den Trassen der M 51, M 55, M 58 und M 60 die E 30 zu einem Teil der transkontinentalen Straßenverbindung von Cork nach Wladiwostok. Die Gesamtlänge dieser Verbindung liegt bei über 6.500 km, wovon etwa 3800 km auf die Strecke Cork–Moskau und 2700 km auf die Strecke Moskau-Omsk entfallen.
In Irland verläuft die E 30 auf der Trasse der N25. In Großbritannien und den Niederlanden ist die E 30 teilweise, in Deutschland komplett als Autobahn ausgebaut. In Polen ist die E 30 zwischen der Grenze zu Deutschland und Warschau bereits als Autobahn ausgebaut. Der Ausbau der restlichen Strecke bis zur Grenze nach Belarus befindet sich in Planung. In Belarus ist nahezu die gesamte Strecke vierspurig ausgebaut, jedoch nicht als Autobahn ausgewiesen.

## Geschichte
Bis zum Dezember 2018 verlief die E 30 über die B 61 durch Bad Oeynhausen. Mit Eröffnung der Nordumgehung Bad Oeynhausen  wurde die E 30 auf die A 30 verlegt. Der B 61 wurde damit der Rang einer Europastraße aberkannt. Gleichzeitig entfielen die letzten sieben Verkehrsampeln auf der Strecke zwischen Amsterdam und Warschau.

## Städte
in Irland:
- Cork
- Waterford
- Wexford

in Großbritannien:
- Fishguard
- Swansea
- Cardiff
- Newport
- Bristol
- Reading
- London
- Ipswich
- Felixstowe

in den Niederlanden:
- Hoek van Holland
- Den Haag
- Utrecht
- Amersfoort
- Apeldoorn
- Deventer
- Almelo
- Hengelo

in Deutschland:
- Rheine
- Ibbenbüren
- Osnabrück
- Melle
- Bünde
- Bad Oeynhausen
- Hannover
- Peine
- Braunschweig
- Magdeburg
- Potsdam
- Berlin
- Frankfurt (Oder)

in Polen:
- Poznań
- Kutno
- Lodz
- Warschau
- Siedlce

in Belarus:
- Brest
- Kobryn
- Baranawitschy
- Minsk
- Baryssau
- Orscha

in Russland:
- Smolensk
- Wjasma
- Moschaisk
- Moskau
- Kolomna
- Rjasan
- Pensa
- Kusnezk
- Samara
- Ufa
- Tscheljabinsk
- Ischim
- Omsk

## Bilder

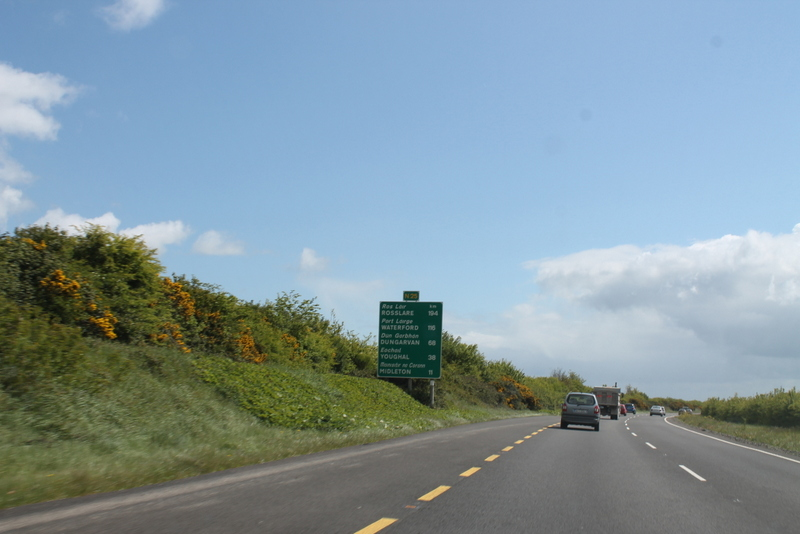
E 30 kurz hinter ihrem Beginn bei Cork
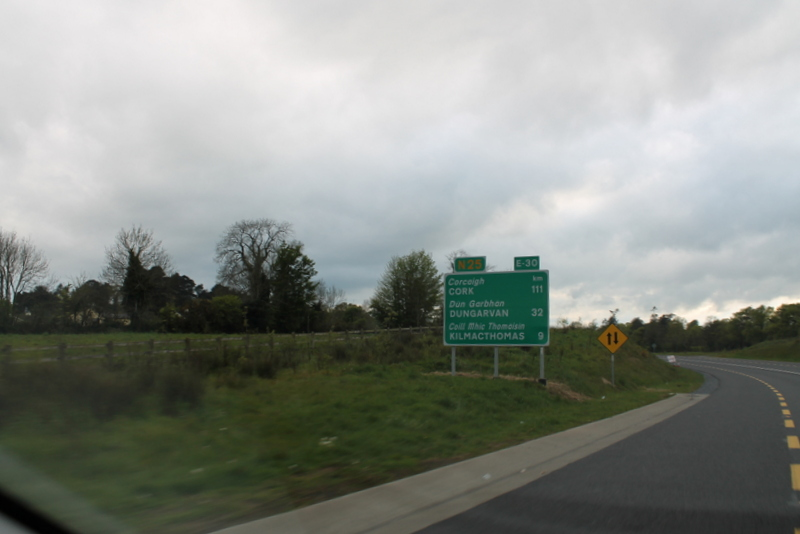
E 30 im Westen Irlands
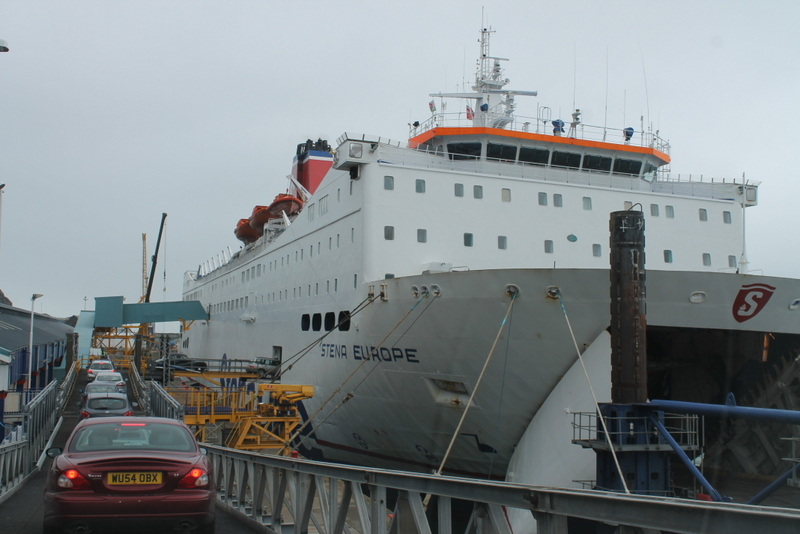
E 30 Fähre von Rosslare nach Fishguard
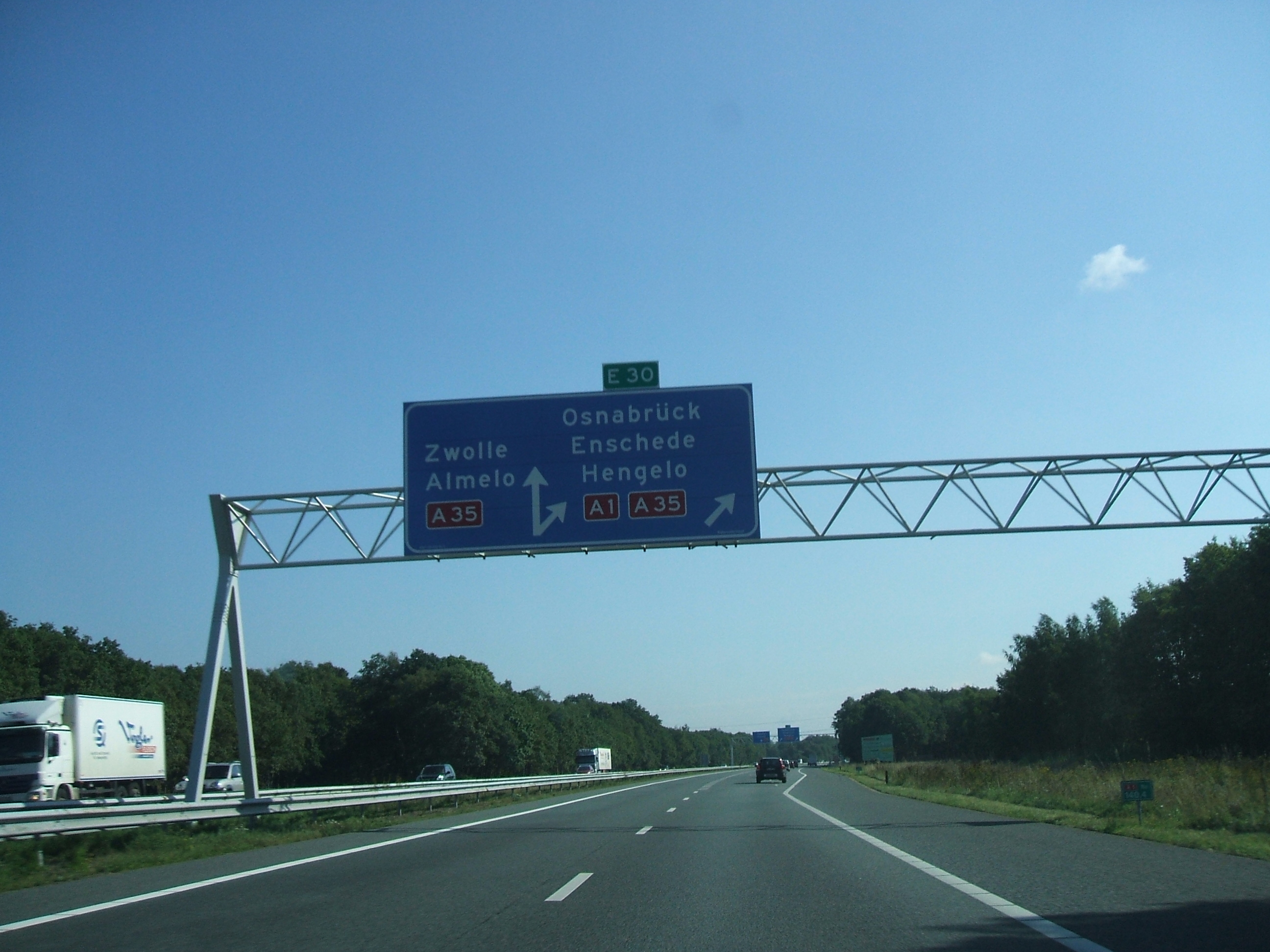
E 30 bei Hengelo
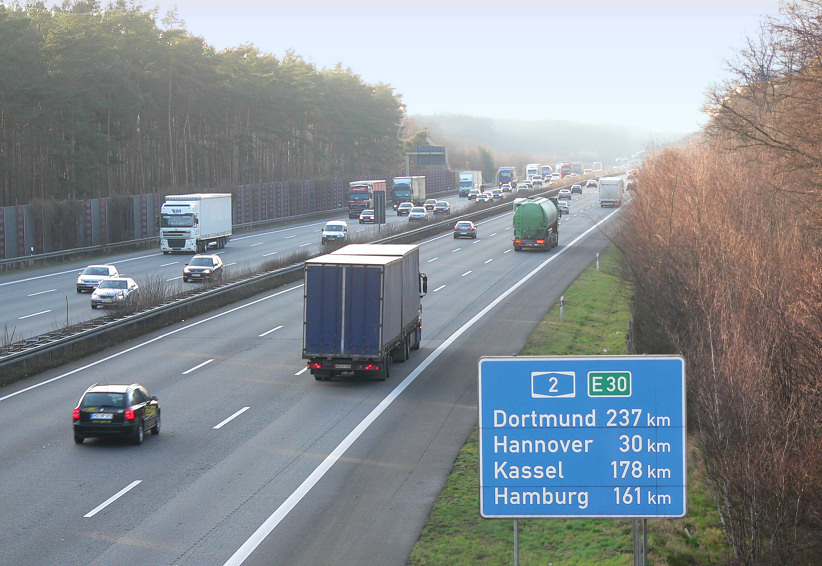
E 30 bei Braunschweig
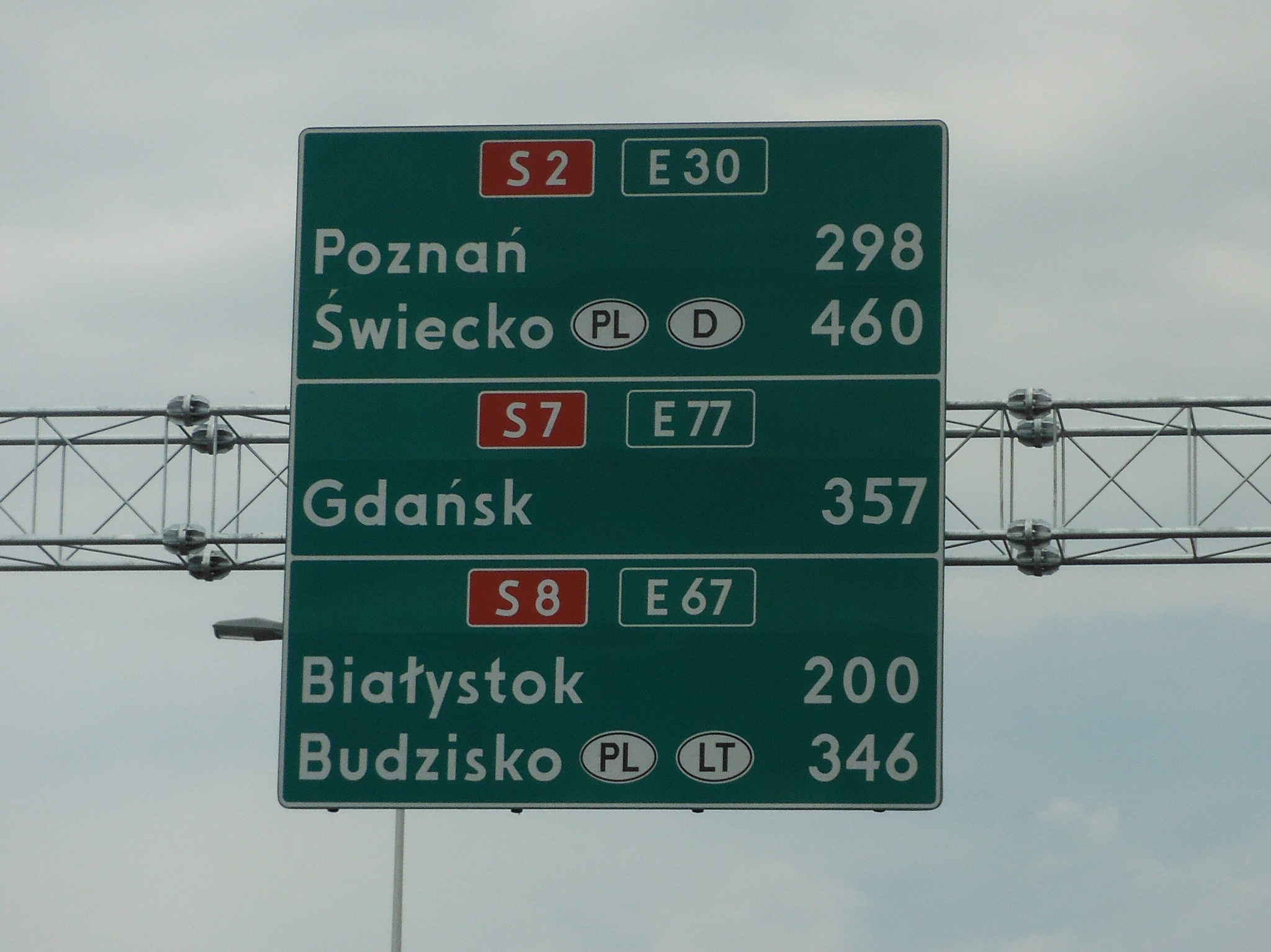
E 30 bei Warschau
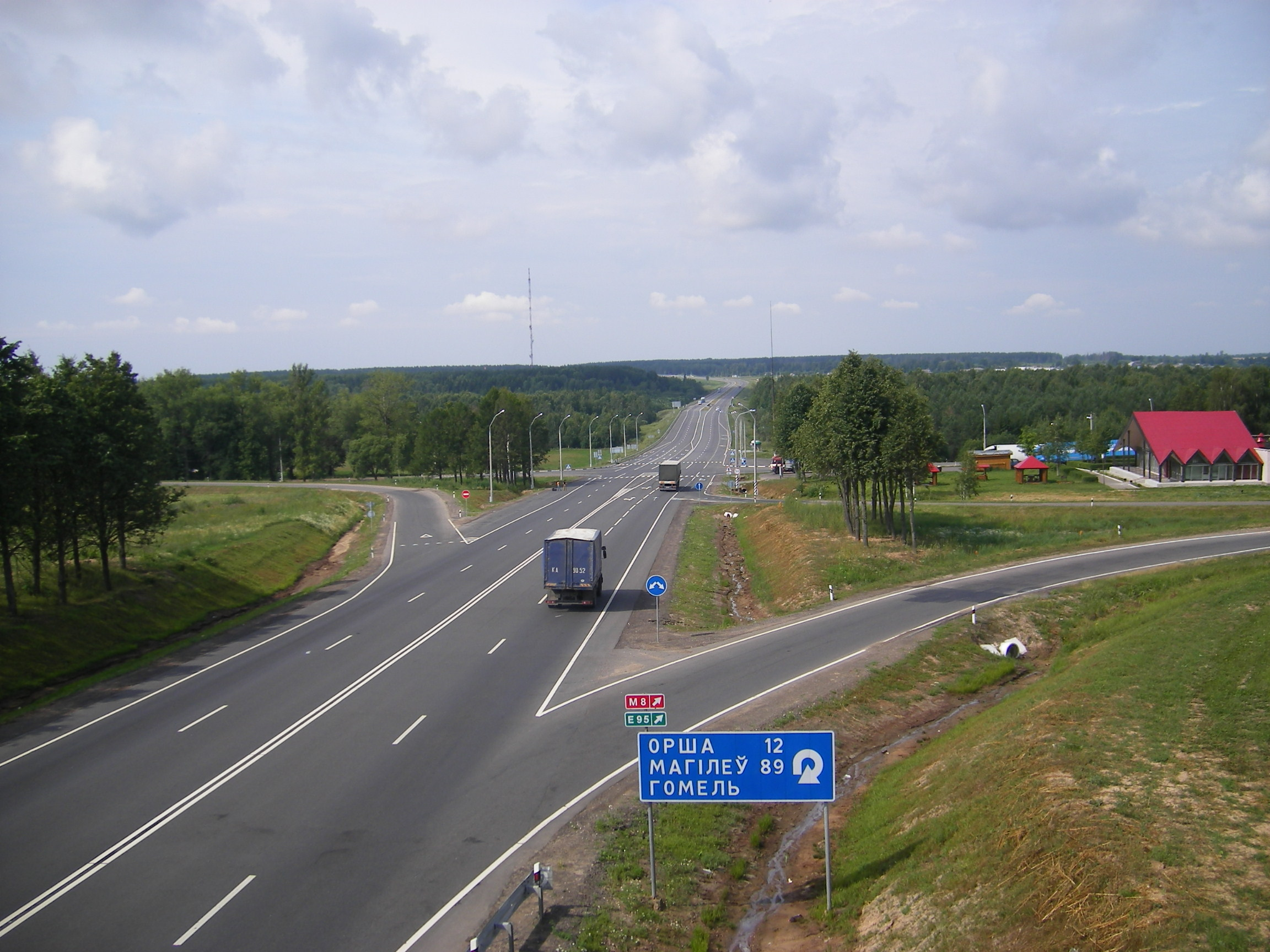
Kreuzung E 30/E 95 bei Orscha, 500 km westl. von Moskau